# プラヤー・マノーパコーンニティターダー
マノーパコーンニティターダー伯爵（タイ語: พระยามโนปกรณ์นิติธาดา、英語: Phraya Manopakorn Nititada、1884年7月15日 - 1948年10月1日）は、タイ王国の政治家。初代首相。

## 首相就任まで
1884年7月15日、華人であるフワットを父とし、ケーオを母としてバンコクに生まれ、名前はコーンと名付けられた。後に家族は姓を取得。本名はコーン・フタシン (ก้อน หุตะสิงห์) となった。
幼年時代はワット・ラーチャブーラナ（寺院）で学んだ。成績優秀であったため名門、スワンクラープ校で学ぶ。のちにミッション系のアサンプション・カレッジで修学。法学方面に進学し、政府の司法学校を入学、1903年卒業する。その後、1905年イギリスへ渡りミドル・テンプル（法曹院）を1908年卒業した。この時、法廷弁護士資格（バリスター）を取得している。
高等裁判所で判事と教員を兼業し、後に最高裁判官、枢密院顧問と昇進し、最終的にプラヤー・マノーパコーンニティターダーの官位・欽錫名を得た。

## 首相就任
1932年6月24日に、パホンポンパユハセーナー伯爵を筆頭とする人民党により立憲革命が起こる。これによりタイは絶対王政が崩壊したが、この時開かれた人民代表院によって首相が選ばれ、マノーパコーンは人民党のメンバーではなかったが、王室との関係もあり人民党と王族勢力の橋渡しになるだろうと期待され、同年6月28日初代首相に指名された。これにより人民委員会が成立した。

### 人民委員会
1932年6月28日 - 1932年12月9日
この立憲革命の特徴として平民出身の官僚・軍人が王族占有に近かった政府を打倒した事件であると言われている。同様にマノーパコーンも王族を退けようと、ラーマ5世の第55子である反立憲革命勢力のナコーンサワン親王を国外追放した。その後、マノーパコーンは、就任前に布告されていた一時的な憲章、仏暦2475年サヤーム国統治憲章に修正を加え、12月9日に一旦人民委員会を解散。翌日に仏暦2475年サヤーム王国憲法を公布し、第1次マノーパコーン内閣を発足させた。

### 第1次マノーパコーン内閣
1932年12月10日 - 1933年4月1日
1933年1月、マノーパコーンニティターダー伯は人民党の解散を命じたが、一部の急進派が人民の会を創設した。これにより政府は早々混乱した。この事態に対し、マノーパコーンは同年3月9日、政府関係者の人民の会への入会を禁止した。このころより、国会はマノパコーン派、プラヤー・パホンポンパユハセーナー派、ルワン・プラディットマヌータム派の各派閥が結成された。
3月19日にはルワン・プラディットマヌータム（後のプリーディー・パノムヨン）が発表した国家経済計画がラーマ7世から共産主義的と言う批判を受け、政府は検討委員会を設置した。この経済計画に対して激しい議論が交わされたが穏健派や軍部が強固な反対を見せ、結局否決された。その後、ルワン・プラディットマヌータムの急進派による穏健派の襲撃未遂事件が起こったためマノーパコーンは29日にフワヒンを訪れラーマ7世に、国会の停止に関する書類への署名を要求した。翌年4月1日には、国会を閉鎖し憲法の改定を行った。これにより第2次マノーパコーン内閣が成立する。

### 第2次マノーパコーン内閣
1933年4月1日 - 1933年6月20日
新憲法に内閣の立法権を盛り込んでいたマノーパコーンは、内閣編成早々4月2日に共産主義者関連法という反共法を施行した。同年同月の12日、当時共産主義者として糾弾されていたルワン・プラディットマヌータム（後のプリーディー・パノムヨン）をフランスへ追放した。急進派を排除に成功すると、今度は6月10日、プラヤー・パホンポンパユハセーナーを閣僚から外した。しかしプラヤー・パホンポンパユハセーナーは革命団を結成し、同年同月の20日にはマノーパコーン政府に対しクーデターを決行した（実際にはマノパコーン政権に従順な反応を見せていたピブーンの仕組んだクーデターだと言われる。）。これによりマノーパコーンは辞職した。

## 晩年
マノーパコーンは革命が起きるとペナン島に逃れ、そこで10年を過ごし、帰国を果たせぬまま客死した。

## 内閣閣僚一覧

### 人民委員会閣僚
| 委員長 | マノーパコーンニティターダー伯爵                              |
| 委員   | 陸軍少将プリーチャーチョンユット伯爵 (ワン・チャールパー)     |
| 〃     | シーウィサーンワーチャー伯爵 (ティエンリエン・フントラクーン) |
| 〃     | 陸軍大佐パホンポンパユハセーナー伯爵                          |
| 〃     | 陸軍大佐ソンスラデート伯爵 (テープ・パンマセーン)             |
| 〃     | 陸軍大佐リットアッカネー伯爵 (サラ・エマーシリ)               |
| 〃     | プラムワンウィッチャープーン伯爵 (ウォン・ブンロン)           |
| 〃     | 陸軍中佐プラサートピッタヤーユット子爵 (ワン・チューキン)     |
| 〃     | 陸軍少佐ピブーンソンクラーム男爵                              |
| 〃     | 海軍少佐シンソンクラームチャイ男爵 (シン・カモンナーウィン)   |
| 〃     | デートサハコーン男爵 (モムルワン・デート・サニッタウォン)     |
| 〃     | トゥワ・ラパーヌクロム                                        |
| 〃     | 陸軍中尉プラユーン・パモーンモントリー                        |
| 〃     | ネープ・パホンヨーティン                                      |

### 第1次マノーパコーン内閣閣僚
| 総理大臣 | マノーパコーンニティターダー伯爵                                          |
| 大蔵大臣 | マノーパコーンニティターダー伯爵                                          |
| 国防大臣 | 海軍中将ラーチャワンサン伯爵                                              |
| 外務大臣 | シーウィサーンワーチャー伯爵                                              |
| 農商大臣 | ウォンサーヌプラパン公爵 (サターン・サニッタウォン)                       |
| 宗教大臣 | タンマサックモントリー侯爵 (サナン・テープハッサディン)                   |
| 内務大臣 | チャーセーンヤボーディーシーボーリバーン伯爵 (チット・スントーラウォーン) |
| 法務大臣 | テープウィトゥンパフンサルターボーディー伯爵 (ブンチュウワイ・ワニックン) |
| 国務大臣 | 海軍少将プリチャーヨンユット伯爵                                          |
| 〃       | 陸軍大佐パホンポンパユハセーナー伯爵                                      |
| 〃       | 陸軍大佐ソンスラデート伯爵                                                |
| 〃       | 陸軍大佐リットアッカネー伯爵                                              |
| 〃       | プラムワンウィッチャープーン伯爵                                          |
| 〃       | 陸軍中佐プラサートピッタヤーユット子爵                                    |
| 〃       | プラディットマヌータム男爵                                                |
| 〃       | 海軍少佐シンソクラーム男爵                                                |
| 〃       | 海軍少佐ピブーンソンクラーム男爵                                          |
| 〃       | デートサハコーン男爵                                                      |
| 〃       | プラユーン・パモーンモントリー                                            |
| 〃       | ネープ・パホンヨーティン                                                  |
| 〃       | トゥワ・ラパーヌクロム男爵                                                |

### 第2次マノーパコーン内閣閣僚
| 総理大臣 | マノーパコーンニティターダー伯爵               |
| 大蔵大臣 | マノーパコーンニティターダー伯爵               |
| 国防大臣 | 海軍中佐ラーチャワンサン伯爵                   |
| 外務大臣 | シーウィサーンワーチャー伯爵                   |
| 農商大臣 | ウォンサーヌプラパン公爵                       |
| 宗教大臣 | タンマサックモントリー侯爵                     |
| 内務大臣 | チャーセーンヤボーディーシーボーリバーン伯爵   |
| 法務大臣 | テープウィトゥーンパフンサルターボーディー伯爵 |
| 国務大臣 | ウドームポンペンサワット伯爵                   |
| 〃       | 海軍少将プリチャーンチョンユット伯爵           |
| 〃       | マーナワラーチャセーウィー伯爵                 |
| 〃       | 陸軍大佐パホンポンパユハセーナー伯爵           |
| 〃       | 陸軍大佐ソンスラデート伯爵                     |
| 〃       | 陸軍大佐リットアッカネー伯爵                   |
| 〃       | 陸軍中佐プラサートピッタヤーユット子爵         |
| 〃       | 陸軍中佐ピブーンソンクラーム男爵               |
| 〃       | 陸軍中佐シンソンクラーム男爵                   |
| 〃       | 海軍少佐スパチャラーサイ男爵                   |
| 〃       | プラユーン・パモーンモントリー                 |